# Liznjekova domačija
Liznjekova domačija je etnografski objekt v Kranjski Gori. Stoji v središču naselja ob stari glavni cesti, na Borovški cesti 63.
To je bila bogata gruntarska hiša, ki je bila zgrajene v drugi polovici 17. stoletja. V njej je bila nekaj časa tudi gostilna. Je tip pristne slovenske alpske hiše. Pritličje stavbe je zidano s črno kuhinjo, vežo, vežno in hišno kamro ter osrednji bivalni prostor »hiša« z lesenim stropom z letnico 1781. V celoti podkletena (hlev in klet). Urejeno je tudi podstrešje kjer je blo shranjeno različno orodje. Na dvorišču stoji veliko gospodarsko poslopje, datirano z letnico 1796.
Prostori so opremljeni z originalno opremo te hiše, delno pa iz depojev Gornjesavskega muzeja na Jesenicah.
V kletnem prostoru je stalna razstava o delu in življenju pisca zgodb o Kekcu, Josipa Vandota ter galerija z občasnimi razstavami.

## Galerija
- Šivan rob na vogalu
- Freska na zidu ob cesti
- Gank
- Dvoriščna stran hiše
- Bohkov kotek v hiši
- Letnica na tramu v hiši
- Tabernakelj (omarica) v hiši
- Črna kuhinja
- Sušenje klobas v črni kuhinji
- Čelešnik
- Sodelnik
- Zajemalke
- Postelja
- Poslikana skrinja
- Poslikana skrinja
- Mizarsko orodje
- Statve
- Sani